# Tintin na Luni
Tintin na Luni  je videoigra narejena po zvezkih Odprava na Luno in Pristanek na Luni, serije stripov Tintina in njegovih pustolovščin, belgijskega karikaturista Hergéja. Je prvoosebna streljačina/stransko gledana in prva Tintin videoigra.

## Povzetek
Videoigro je prvotno izdelalo podjetje Infogrami za različne domače platforme leta 1987, leta 1989 pa jo je Probe Entertainment spremenil v MS-DOS. Fabula videoigre je ohlapno zasnovana na stripih Odprava na Luno in Pristanke na Luni. Cilj igre je pristati na Luni, pri tem pa se izogniti asteroidom in onemogočiti sovražnike znotraj rakete.
Tintin na Luni je bila prva igra za osebni računalnik, ki je vključevala lika Tintina.